# West Morton
West Morton – osada w Anglii, w hrabstwie West Yorkshire, w dystrykcie Bradford, w civil parish Keighley. Leży 12 km od miasta Bradford. West Morton jest wspomniana w Domesday Book (1086) jako Mortun/Mortune.